# Rosemary Murphy
Rosemary Murphy (* 13. Januar 1925 in München, Deutschland; † 5. Juli 2014 in New York City, New York) war eine US-amerikanische Schauspielerin. In ihrer über 60-jährigen Schauspielkarriere wurde sie unter anderem für drei Tony Awards nominiert und gewann einen Emmy.

## Leben und Karriere
Rosemary Murphy wurde 1925 in München als Tochter des hochrangigen US-Diplomaten Robert Murphy geboren, der zu dieser Zeit in Deutschland arbeitete. Rosemary Murphy kam erst 1939 in die USA, als ihre Familie Europa wegen des beginnenden Weltkrieges verlassen musste. Nach einem Besuch des privaten Manhattanville College studierte Murphy Schauspielerei an der Katholischen Universität von Amerika, außerdem wurde sie Mitglied des Neighborhood Playhouse sowie des Actors Studio.
Im November 1950 gab Murphy ihr Broadway-Debüt im Stück The Tower Beyond Tragedy. Sie blieb dem Broadway über fünf Jahrzehnte verbunden und spielte bis zum Jahre 2000 dort in insgesamt 17 Produktionen. Sie wirkte unter anderem an den Uraufführungen der beiden Dramen The Night of the Iguana und Period of Adjustment von Tennessee Williams mit. Hochgelobt wurde auch ihre Darstellung in Edward Albees mit dem Pulitzer-Preis ausgezeichnetem Stück A Delicate Balance von 1967. Für ihre Bühnendarstellungen wurde sie insgesamt dreimal für den Tony Award nominiert und gewann 1962 den Clarence Derwent Award.
Zwischen 1949 und 2010 war Rosemary Murphy außerdem in zahlreichen Filmen zu sehen, wobei sie allerdings meist Nebendarstellerin blieb und unterschiedliche Charakterrollen verkörperte. Ihr Filmdebüt hatte sie 1949 im deutschen Trümmerfilm Der Ruf von Fritz Kortner in der Rolle einer Studentin, wobei die deutschen Sprachkenntnisse aus ihrer Kindheit ihr bei diesem Film halfen. 1962 spielte sie ihre vielleicht bekannteste Filmrolle als Nachbarin Miss Maudie im Filmklassiker Wer die Nachtigall stört, der Verfilmung von Harper Lees berühmten Roman. Eine weitere markante Filmdarstellung war die der Schriftstellerin Dorothy Parker in dem oscarprämierten Film Julia (1977) neben Jane Fonda und Vanessa Redgrave. In Nebenrollen wirkte sie an drei Filmen von Woody Allen mit.
Auch im amerikanischen Fernsehen war Murphy seit den frühen 1950er-Jahren regelmäßig zu sehen. Für ihren Auftritt als eiserne Mutter von Franklin D. Roosevelt in der Miniserie Eleanor and Franklin (1976) wurde sie mit dem Emmy Award als Beste Nebendarstellerin ausgezeichnet. Des Weiteren hatte sie Gastrollen in Serienklassikern wie Die Straßen von San Francisco, Columbo, Quincy und Mord ist ihr Hobby.
Rosemary Murphy spielte ihre letzte Rolle im Jahre 2010 als Großmutter in der Liebeskomödie The Romantics. Sie starb 2014 im Alter von 89 Jahren an Speiseröhrenkrebs in ihrem Appartement in New York City. Sie war nie verheiratet und hatte keine Kinder.

## Filmografie (Auswahl)
- 1949: Der Ruf
- 1951–1956: Robert Montgomery Presents (Fernsehserie, 4 Folgen)
- 1957: That Night!
- 1961: Chefarzt Dr. Pearson (The Young Doctors)
- 1962: Gnadenlose Stadt (Naked City, Serie, Folge 3x28)
- 1962: Die Leute von der Shiloh Ranch (The Virginian, Serie, Folge 1x06)
- 1962: Wer die Nachtigall stört (To Kill a Mockingbird)
- 1965: Preston & Preston (The Defenders, Serie, Folge 4x15)
- 1966: Auf der Flucht (The Fugitive, Serie, Folge 4x04)
- 1966: Jeden Mittwoch (Any Wednesday)
- 1970: All My Children (Sehserie, Folge 1x41)
- 1972: Ben
- 1972: Ausgeliefert (You’ll Like My Mother)
- 1972: Cannon (Serie, Folge 2x07)
- 1973: Der Große aus dem Dunkeln (Walking Tall)
- 1973: Maude (Serie, Folge 1x20)
- 1973: Vierzig Karat (40 Carats)
- 1974: Die Straßen von San Francisco (The Streets of San Francisco, Serie, Folge 2x23 Tod in der High Society)
- 1974: Columbo: Meine Tote – Deine Tote (A Friend in Deed, Fernsehreihe)
- 1974–1975: Lucas Tanner (Serie, 18 Folgen)
- 1976: Eleanor and Franklin (Miniserie, 2 Folgen)
- 1976: Abenteuer der Landstraße (Movin' On, Serie, Folge 2x15)
- 1977: Eleanor and Franklin: The White House Years (Fernsehfilm)
- 1977: Julia
- 1980: 13 Stufen zum Terror (The Attic)
- 1981: Die Hand (The Hand)
- 1982: Magnum (Magnum, P.I., Serie, Folge 3x06 Ein Fall zum Träumen)
- 1982: Trapper John, M.D. (Serie, Folge 4x11)
- 1982/1983: Quincy (Quincy, M.E., Serie, 2 Folgen)
- 1984: George Washington (Miniserie, 3 Folgen)
- 1987: Mord ist ihr Hobby (Murder, She Wrote, Serie, Folge 4x06 Ein tödliches Wiedersehen)
- 1987: September
- 1989: Jung und Leidenschaftlich (As the World Turns, Serie, 4 Folgen)
- 1991: Das Schicksal der Jackie O. (A Woman Named Jackie, Miniserie, 3 Folgen)
- 1991: Law & Order (Serie, Folge 2x07 Vatergefühle)
- 1991: For the Boys – Tage des Ruhms, Tage der Liebe (For the Boys)
- 1993: Twenty Bucks – Geld stinkt nicht – oder doch? (Twenty Bucks)
- 1993: Dr. Quinn – Ärztin aus Leidenschaft (Dr. Quinn, Medicine Woman, Serie, Folge 1x16)
- 1993: … und das Leben geht weiter (And the Band Played On, Fernsehfilm)
- 1993: In der Hitze der Nacht (In the Heat of the Night, Serie, 2 Folgen)
- 1995: Detektiv Hanks (The Cosby Mysteries, Serie, Folge 1x18)
- 1995: Die Ehre zu fliegen (The Tuskegee Airmen, Fernsehfilm)
- 1995: Geliebte Aphrodite (Mighty Aphrodite)
- 1996–1997: EZ Streets (Fernsehserie, 4 Folgen)
- 1997: Immer wieder Fitz (Cracker, Fernsehserie, 2 Folgen)
- 1997, 1999: Frasier (Fernsehserie, 2 Folgen)
- 1999: Message in a Bottle – Der Beginn einer großen Liebe (Message in a Bottle)
- 1999: Die Jagd nach dem Unicorn-Killer (The Hunt for the Unicorn Killer, Fernsehfilm)
- 2001: Dust
- 2007: Die Geschwister Savage (The Savages)
- 2008: Synecdoche, New York
- 2009: After.Life
- 2010: The Romantics

## Auszeichnungen
- 1976: Primetime Emmy Award – beste Nebendarstellerin in einer Komödie oder einem Drama-Spezial (für Eleanor and Franklin: The White House Years)
- 1977: Primetime-Emmy-Award-Nominierung als beste Nebendarstellerin in einer Komödie oder einem Drama-Spezial für Eleanor and Franklin: The White House Years